# インスタントカメラ・チェキ
インスタントカメラ・チェキは、富士フイルム社のインスタント写真システム「instax（インスタックス）」をベースとするインスタントカメラである。「チェキ」および「instax」は、富士フイルム社の商標で、カメラ以外にカメラ用フィルムや同フィルムを使うスマホ用プリンターなどの商品群としても展開されている。

## 概要
1998年12月、インスタントカメラ・チェキ（instax mini 10、初代チェキ）発売。10代から20代までの若い男女をメインターゲットとしている。
フィルムサイズごとに、名刺程度のサイズ（縦長）の「instax mini」（愛称：チェキ）と、横幅が約2倍の「instax wide」（愛称：チェキワイド）、画角が1:1の「instax SQUARE」（愛称：チェキスクエア）の3種類がある。
インスタントカメラの他、同じインスタントフィルムを使用するスマホ対応携帯プリンターにおいても「チェキ」のブランドが使用されている。2014年に販売が終了した同社のモバイルプリンター「Pivi」の後継モデルにあたる。
プリクラブームを受けた2002年には年間販売台数が100万台に達し、最初のブームとなった。2000年代において、写真がフィルムカメラからデジタルカメラに移り変わる時代の中、2004年にはフィルムカメラであるチェキの年間販売台数が10万台まで落ち込み、インスタントカメラの当時最大手だったポラロイド（ポラロイド社の倒産に伴い2008年に販売を停止）の後をフジも追うと思われた時期もあった。2010年代に海外の若年層を中心としてチェキの販売を盛り返し、2014年にはチェキの年間販売台数（300万台）が富士フイルム社のデジカメの販売台数（200万台）を超え、2018年にはチェキの年間販売台数が1000万台を突破するなど、2010年代後半には富士フイルム社の経営の柱の一つにまで成長した。
2010年代において、写真がデジカメからスマホに移り変わる時代の中、デジカメメーカー各社がコンパクトデジカメ（コンデジ）を縮小して高級路線に舵を切る一方で、富士フイルムは逆にコンデジに力を入れ、2017年にはチェキにデジカメ機能を併せ持ったハイブリッドインスタントカメラ「instax SQUARE SQ10」を、2019年には「instax mini LiPlay」を発売。2021年に発売されたハイブリッドインスタントカメラ「instax mini Evo」は、フイルムカメラでありながら日本のデジカメ機種別販売台数シェアで1位となった。
「“チェキ” instax mini HELLO KITTY」など、他社の人気キャラクターとのコラボモデルも富士フイルム社から販売されている。タカラ（現・タカラトミー）の「めちゃハヤカメラ　ポケピィ」など、他社から発売されたチェキのOEM製品も存在する。ライカのインスタントカメラ「ゾフォート」など、富士フイルムの商標である「チェキ」や「instax」を使用してはいないものの、同一のinstaxフィルムを使用するサードパーティ製品も市場に存在する。
初代「instax mini 10」が発売された1998年当時は「フジカラーのお店」（富士写真フイルム特約店）を中心として大々的なキャンペーンが行われ、当時若年層の男女に大きな人気があった滝沢秀明がイメージキャラクターとして起用された。2000年には後継機「instax mini 20」の発売に合わせ、赤塚不二夫の代表キャラクター「ニャロメ」とユースケ・サンタマリアがイメージキャラクターとして起用され、ニャロメのノベルティグッズを抽選でプレゼントする「チェキでChance!」キャンペーンが行われた。

## instax
instaxは、富士フイルムが1981年から展開しているインスタント写真システム「フォトラマ」をベースに開発されたシステムで、1999年から展開している。特に「instax mini」による「チェキ」の商品群が、写真システムのディジタル化の中で、銀塩写真システムとして更新が続けられていることが特筆される。
富士フイルムの呼称で「モノシートタイプ」（他の呼称としては、シートフィルム方式、integral film 等）の手軽さと、露光面の裏に像があらわれる方式のため反転が不要でカメラの小型化に有利な点はフォトラマ譲りである。フォトラマは F・800・ACE の世代があるが、その 800 および ACE 世代のプロセスとISO感度 (800) をベースに、高感度ながらも良好な粒状性・シャープネスの向上・温度範囲の拡大・色再現性の向上が図られている。フィルムパッケージ中の、使用済みぶんの空間を押出すためのバネが、パッケージではなくカメラのフィルム室側にある構造もフォトラマACEを引き継いでいる。各種最適化により、薬剤室のための余白部分の割合もフォトラマに比べて小さく、自然に見えるものになっている。用途として「気軽に撮る写真」と「本格的な写真」の2種類を想定し、フィルムサイズに、縦横比が約1.3（約4:3）に近い縦長（画面サイズ 46mm×62mm）のinstax mini（チェキサイズ）と、縦横比が約1.6に近い横長（画面サイズ 99mm×62mm）のinstax（現 instax wide）を設定した。それぞれのカメラとして「インスタックス ミニ 10」と「インスタックス 100」を用意した。当初からプリンタも開発している。
2016年9月20日に、モノクロタイプのinstax miniフィルム「instax mini モノクローム」の同年10月7日発売と、画面サイズ62mm×62mmの「スクエアフォーマット」の2017年春からの展開およびPhotokina 2016への出展が発表された。
2017年4 - 6月期の富士フイルムグループ全体の純利益は358億円に達し、チェキの好調な売り上げが牽引している。
2024年3月28日に発表された「INSTAX mini 99™」新製品発表会」では、INSTAXシリーズの販売台数が2022年までに8,000万台に達した事、2022年から3期連続で過去最高の売上を更新する見通しである事が発表された。

## 製品
対応するフィルムの大きさに合わせて、基本となるmini、miniを横方向に伸ばしアスペクト比を1:1としたSQUARE、miniを横に2枚並べて2倍の面積としたWIDEの3つのフォーマットが存在する。以下はフィルム製品を除いた2024年8月現在のラインナップ。

### アナログ
インスタントカメラとしての機能のみを搭載したシリーズ。
- instax mini 99

2024年4月11日発売。4月1日で発売を終了したmini 90の後継で、カメラ内部にLEDを搭載し、異なる色の光をフィルムに直接照射することで6種類の色表現ができる「カラーエフェクトコントロール」、周辺光量を抑え中心部をフォーカスする「ビネットモード」を新しく搭載した。ボディは、マット感のあるレザー調のテクスチャーで高品位な外観・質感のクラシックデザインを採用している。アナログ機の最上位モデル。
- instax mini 12

2023年3月16日発売。mini 11の後継。楽しさをギュッと詰め込んだイメージを風船のように膨らんだカメラデザインで表現した。接写では、ファインダーから見える視野と実際のプリントに写る範囲のズレを防止する機能をエントリーモデルとして初めて搭載した。また、同日リリースの「INSTAX UP（インスタックス アップ）!」を使用することにより、周囲のフレーム部分も含めたチェキプリントだけを丸ごとスキャンできアナログ機でもデジタル機同様に直接SNS等にアップできるようになった。
- instax mini 11

2020年5月15日発売。かつてのmini 8+の後継。2023年現在は最も安価なエントリーモデルとなる。シャッターボタンを押すだけで自動的に最適なシャッタースピードやフラッシュ光量を調整する「オート露光機能」をエントリーモデルとして初めて搭載。セルフィーモード切替も、レンズ先端部を一段引き出すだけで簡単に切り替えられるようになった。シャッターボタンを自由にカスタマイズできるよう、取り付け可能なアクセサリー2種類も付属する。
- instax mini 40

2021年4月21日発売。2020年5月発売のmini 11と機能・操作方法は同等。カラフルでポップなデザインのmini 11とは異なり、後述のmini 90のようなクラシカルなデザインとなっている。
- instax mini HELLO KITTY
- instax SQUARE SQ1

2020年11月6日発売。かつてのSQ6の後継。スクエアフォーマットのエントリーモデルで、機能はmini 11と同等。レンズを回して電源、更に回してセルフィーモードへ変更するシンプルな操作系である。
- instax WIDE 300

2014年11月21日発売。2023年現在はWIDEフォーマットのエントリーモデル。濃淡コントロール機能を搭載し、三脚穴も装備されている。発売日が古いため、それ以外の機能はmini 11やそれと同等の機種にやや劣る。
- instax SQUARE SQ40

2023年6月29日発売。SQ1の後継。ボディ全体をレザー調に仕立て、撮影シーンに合わせた最適な明るさで撮影できる「オート露光機能」を搭載。一部機種同様、簡単な操作でセルフィーや接写に便利なセルフィーモードも備える。

### ハイブリッド
インスタントカメラとしての機能に加え、デジタルカメラ及びチェキフィルムへのプリント機能を搭載したシリーズ。
当初はSQUAREフォーマット用として開発されていたが、2025年現在はminiフォーマット及びWIDEフォーマットのカメラがラインナップされている。
- instax mini LiPlay

2019年6月21日発売。LiPlayはリプレイと読む。先行して発売されていたSQUARE SQ10/20シリーズ同様背面の液晶モニタで画像を確認しながら撮影する方式となっている。専用アプリと組み合わせることで、リモートシャッターの他スマホからの画像印刷（ダイレクトプリント）、最大10秒の音声を同時に記録してQRコード読み取りで再生するサウンド機能に対応した。
2024年7月19日にリニューアル版が発売予定。リニューアル版では、カラーをマッチャグリーン・ミスティホワイト・ディープブロンズの3色にし、充電端子をUSB Type-Cに変更。また、ファームウェアアップデートをこれまでウェブサイトからファームウェアをダウンロードし、microSDに保存して行う方式から、専用アプリと「mini LiPlay」を直接接続するだけの簡単操作に変更し、使いやすさがさらに向上した。
- instax mini Evo

2021年12月3日発売。mini LiPlayの後継（2023年現在も併売）。10種類のレンズエフェクトと10種類のフィルムエフェクトで合計100種類の撮影エフェクトを実現。2021年11月発売のプリンタ機種であるinstax Link WIDE同様、これまでの「instax-Naturalモード」に加え、色彩をより豊かに表現できる「instax-Richモード」を新たに搭載。専用アプリをスマホにインストールすることで、スマホプリンターとしても利用できる「ダイレクトプリント機能」も搭載する。本機でプリントした写真を、instaxフレーム付き画像としてスマホに保存することができる「プリント画像保存機能」を初めて搭載した。
2023年6月29日に、新色のブラウンが発売され、同時に充電端子がmicro-BからUSB-Cに変更された。ブラックにもUSB-C端子モデルが設定される。
2024年10月25日には、富士フイルム創立90周年を記念した「instax mini Evo FUJIFILM 90th Anniversary Special Kit」を全世界3万台限定発売。カラーを通常モデルとは異なるチタニウムゴールド及びダークシルバーの色合いにし、専用レンズキャップとショルダーストラップ、通常はオプションのカメラケースを同梱したもの。
- instax WIDE Evo

2025年2月6日発売。WIDEフォーマットでは初のハイブリッドインスタントカメラで、instax mini Evoに続くEvoシリーズ第2弾。mini Evo同様10種類のレンズエフェクトと10種類のフィルムエフェクトで合計100種類の撮影エフェクトを実現。写真を縁取り印象的な一枚に仕上げるフィルムスタイル、広範囲撮影でダイナミックな表現にできる広角モードも搭載し、合計10万通りの中から自由自在に撮影を表現できる。専用アプリには、実際にユーザーが本機で撮影したチェキプリント画像と使われたエフェクトを閲覧できる「Discover Feed」を搭載し、気に入ったエフェクトはBluetoothで本体にお気に入り登録が可能。

### プリンタ
携帯電話・スマートフォンなどで撮影・保存された画像を対応するチェキフィルムへプリントするプリンターのシリーズ。2023年現在は各フォーマット用のLinkシリーズ3機種が展開されているが、スマートフォン用のアプリはそれぞれ独立している。
- instax mini Link 3

2024年9月5日発売。instax mini Link 2の後継で、専用アプリには立体ARエフェクトを使い自由に空間を彩って撮影できる「instax AiR Studio」と、アプリ画面上に表示される3秒のカウントダウンに合わせ最大6枚まで連続撮影してコラージュプリントを作る「Click to Colage」を新搭載した。また、スマホアプリ「instax UP!」には撮影した写真にイベント名をつけて、オリジナルのカレンダーを作成できる機能「instax Days」が新たに搭載された。カラーは、クレイホワイト、ローズピンク、セージグリーンの3色。
- instax mini Link 2

2022年7月28日発売。instax mini Linkの後継。Linkとの主な違いとして、専用アプリを使用してスマホで撮影する際に、ARエフェクトを重ね合わせて空間に絵や文字を描く空間描画機能「instaxAiR」を搭載した。当該機能を応用して描画する様子を動画として保存する機能が搭載され、TikTokやその他SNSでかんたんに共有できる。相性診断機能「Match Test（マッチテスト）」には「直感診断」がメニューに追加された。Link同様、「FUJIFILM Camera Remote」と併用することで、一部のXシリーズ及びGFXシリーズで撮影した画像もプリント可能。
- instax SQUARE Link

2022年11月17日発売。SHARE SP-3の後継。本機のみの新機能として、専用アプリを用いて出力したチェキプリントをARエフェクトで彩りARエフェクトを重ねたプリントを表示したり、その画面を動画や静止画として保存してSNSで共有できる「AR Print」、スマホの画像にチャットメッセージを重ね合わせてプリントする「INSTAX Connect」を搭載した。但し、mini Link 2に採用された「instaxAiR」は搭載しない。
- instax Link WIDE

2021年10月22日発売。instax mini Linkの姉妹機種。従来のチェキフォーマットの倍となるWIDEフォーマットに対応する。専用アプリには、従来の「instax-Naturalモード」に加え、色彩をより豊かに表現できる「instax-Richモード」を新たに搭載。音声メッセージやテキストメッセージ、地図の位置情報、お気に入りのWEBページのURL等をQRコードに変換し写真と一緒にプリントすることも可能。イベントに最適なテンプレートを使い、色や文字を自由に編集してグリーティングカードを作成できる「エディタブルテンプレート」も搭載した。カラーはアッシュホワイトとモカグレイの2色。

### 小型デジタルカメラ
撮影機能のみに特化した小型カメラ。前述のプリンターと繋いで印刷することを想定している。
- instax Pal

2023年10月5日発売。2024年のカメラグランプリ企画賞を受賞。instaxシリーズでは初の撮影特化型カメラで、印刷に関しては「instax Link」シリーズ、「mini Evo」、「mini LiPlay」等と繋いで印刷することを想定している。簡易ファインダーや落下防止ストラップとして使用できる多機能リングアクセサリを同梱している。専用アプリには、複数の画像をパラパラ漫画のような一つの動画にまとめ、出力した「QRコード付きチェキプリント」のQRコードをスマホで読み取ることでパラパラ動画を再生できる「instax Animation」を装備した。

### チェキフィルムを使用する他社製品
- プリントス

富士フイルムではなくタカラトミーが発売しているチェキ専用フィルムを使用したフォトプリンターで、電池を使用せず本体にスマートフォンを置いて直接撮影し、手動でフィルムを送ることでスマートフォンの画面上に移った画像をプリントできる。
- Pixtoss

プリントス同様、タカラトミーが発売する電池を使用しないアナログインスタントカメラ。シャッターを押した後、ハンドルを回して手動でフィルムを排出する。
- チェキ ちいかわ / チェキ 映画すみっコぐらし ツギハギ工場のふしぎなコ

すみっこぐらしは2023年11月3日、ちいかわは2023年12月9日発売。本品は発売が富士フイルムでは無くタカラトミーになっている。同社が発売している前述のPixtossやプリントスと異なり、instax mini 12のバリエーションモデルとなっている。それぞれ各キャラクターをボディにデザインし、専用ストラップとシールが付属したもの。
- MiNT InstantFlex TL70

ビーハーフから2015年発売。二眼レフの機構を採用しており、ウエストレベルファインダーによる高精度のフォーカシング、手動の絞り設定、ストロボ内蔵等の高度な機能を有している。
- ローライフレックス インスタントカメラ

ローライから2018年発売。TL70がベースモデルのOEM品。
- ライカ ゾフォート

ドイツのライカが発売するインスタントカメラ。
- ライカ ゾフォート2

ゾフォート同様ライカが発売するインスタントカメラ。初代と異なり、instax mini Evo同様のハイブリッド型になっている。

### 過去の製品
- instax mini 10・instax mini 20・instax mini 30・instax mini 25・instan mini 25 リラックマ

カードサイズの専用フィルムを使用した、チェキカメラ最初のシリーズである。20は10の後継で、主に動作時の静音化が図られた。30ではストロボ発光機能が改良された他、セルフタイマーが初めて搭載された。25ではツーショット撮影用のミラーがレンズ脇に標準装備されている（発売開始 10 - 1998年10月、20 - 2000年12月、25 - 2005年11月、25ホワイト・HelloKitty - 2009年6月、30 - 2002年5月）。
- instax mini 7

チェキカメラの普及シリーズ。画質に取り立てて大きな違いはないが、レンズを焦点切り替え式から固定焦点式に、レンズ鏡筒を電動繰り出し式から電源スイッチ兼用の手動式に変更。さらに電源をリチウム電池から単3型乾電池4本に変更するなど、より一層の低価格化と操作の単純化を図ったシリーズである。instax miniシリーズの中では最も大きいサイズだがコストパフォーマンスに優れ、本体のカラーバリエーションや企業向けのノベルティモデルを含めるともっとも種類が多い。2008年のチョコ・ホワイトボディには型式にSがついた（発売開始 2001年12月、7S - 2008年6月）。
- instax mini 8+
- instax mini 50・55

チェキカメラでは最も小型とされるシリーズ。1回のシャッターで2枚連続撮影ができるセルフタイマーが搭載された。50と55は機能的に大きな違いはないが、55は動作に連動して前面のLEDが光るマルチイルミネーションなど、一部外装が異なる（発売開始 50 - 2003年9月、55 - 2003年3月）。
- instax mini 70

2015年10月23日発売。
- instax wide 100・instax wide 200・instax wide 210・instax wide 500AF

本系列のみ以前は「チェキ」を冠さずに他系列とサイズが異なるワイドフィルムを使用する。2016年現在も、ワイドフィルムについてはチェキを冠していないが、カメラのinstax WIDE 300については「チェキWIDE」としている。「フォトラマ」の本格的なインスタントカメラの後継で、フィルム画面サイズは他のチェキフィルムのそれのほぼ2枚分の62×99ミリ。500AFはオートフォーカス機能を搭載した唯一のモデルでもある。210には接写レンズが標準付属する。発売開始 100 - 1998年12月、200 - 2000年11月、210 - 2009年6月、500AF - 1999年7月。210は単3乾電池4本を使用するが、うち2本は通例とは逆にプラス極側がコイルスプリングである。
- instax SQUARE SQ10

2017年5月19日発売。デジタルカメラの機能を搭載したスクエアフォーマットのハイブリッドカメラ。2017年11月17日に、機能強化を行ったカラーバリエーションモデルとして「INSTAX SQUARE SQ10 WHITE」を発売。モノクロプリントの特定の色域だけがカラーで表示される「パートカラー機能」が追加され、既存のSQ10に関してもファームウェアアップデートで対応する。
- instax SQUARE SQ20

2017年11月16日発売。SQ10の後継で、動く被写体の撮影に適した「モーションモード」を新たに搭載し、本体で動画撮影後、気に入った瞬間をチェキとして残せるようになった。本モード専用の残像フィルターも新たに搭載され、Instaxシリーズで初めて4倍のデジタルズームも搭載された。更に、時間差で動きが4コマに自動表示され、シャッターを押した時点で1枚のプリントに出力できる時間差撮影モード等も新たに搭載された。
- instax SQUARE SQ6

2018年5月25日発売。SQ10の下位機種。CM等では「ましかくチェキ」と言う愛称を使用。SQ10と異なり、従来のチェキフォーマット同様の撮影形式にしたため価格を大幅に抑えている。フラッシュ部分に取り付けることによって、被写体に色をつけたような独特な風合いの写真が楽しめるフラッシュカラーフィルターを同梱した。2018年11月16日には、新色としてルビーレッドとアクアブルーの2色が追加発売された。
- instax mini 90 ネオクラシック

2013年8月発売。2024年4月にmini 99が発売されるまではフラッグシップモデルだった。クラシックカメラを彷彿とさせるデザインに、接写レンズを装着する必要なく近距離撮影が可能なマクロ撮影モード、2つの画像を重ねられる二重露光モード、夜景等を撮影出来るバルブモード等、高度な機能が搭載されている。2024年4月1日に発売終了。

#### プリンタ
- チェキプリンター NP-1

携帯電話から画像を赤外線通信で受信し、チェキ専用フィルムにプリントできるモバイルプリンター。後に発売される同社Piviの前身にあたる製品である。チェキプリンター開発の背景には一般的な銀塩カメラが大衆を離れ、代わって市場にデジタルカメラが進出してきた事が大きな理由として上げられる。カメラ付き携帯電話に内蔵のカメラがデジタルカメラに匹敵する高画素化を実現した事で、これをデジタルカメラの代替品として利用するユーザーが爆発的に増加しつつあった事も理由の1つである。チェキプリンターは、こうした現状をみて生まれた製品であり、チェキシリーズの中で最も多く販売された製品となっている。実際、同社は前述のようにデジタルカメラと自動現像型フィルム構造を組み合わせた「プリンカム」を発売した例があったが、非常に高価だったことや、持ち運ぶには大きすぎたことが原因で売上は伸びなかった。そうした経験を生かし、チェキプリンターでは大幅な小型化も図られているが、それでも持ち運んで使える大きさかどうかは意見が分かれる所である（発売開始 2003年12月、パールピンク - 2004年3月）。
- instax SHARE SP-1

2014年2月15日発売、愛称「スマホ de チェキ」。スマートフォンのカメラで撮った後、専用アプリを使い無線LANで転送して印刷する、使用方法を想定した製品。専用アプリにはその場の情報等を同時に印刷するリアルタイムテンプレート、限定感のあるプリントを出力するリミテッドテンプレート等が設定されている。FinePix F1000EXR、FUJIFILM Xシリーズの2013年以降の製品からの直接印刷にも対応する。富士フイルム創業80周年記念製品でもある。
- instax SHARE SP-2

2016年7月15日発売。instax SHARE SP-1の後継で、SP-1同様「スマホ de チェキ」の愛称を持つ。有機EL露光ヘッド採用によってプリント画質が大幅に向上し、出力にかかる時間も短縮された。専用アプリにはコントラスト等を自由に調整出来る「カスタムフィルター」、2〜4枚の写真を一つの写真にする「分割写真テンプレート」、1枚の画像を2枚に分割して出力することで、2枚分の大サイズプリントのように飾って楽しめる「組み写真テンプレート」等が搭載された。
- instax SHARE SP-3

2017年11月17日発売。SP-2の後継かつ上位機種（SP-2は併売された）。対応フィルムがスクエア型の「instax SQUARE Film」に変更された。専用アプリの画像選択機能では、これまでのFacebook、Instagram、weiboに加えDropbox、GooglePhotos、Flickrにも対応。文字の色や大きさを自由に調整出来るマイテンプレート、画像を組み合わせて1枚の画像にする分割写真テンプレート、1枚の画像を複数のフィルムで現像する組写真テンプレート、SNSの画像を印刷し、いいね数やプロフィール画像を併せて印刷出来るSNSテンプレート、撮影した時間等を印字出来るリアルタイムテンプレートが搭載された。XシリーズのうちX100Fとレンズ交換式カメラ数種、そしてGFX 50Sからのプリントにも対応する。
- instax mini Link

2019年10月11日発売。SP-2の後継だが、これまでの「instax SHARE」ではなく「instax mini Link」ブランドを冠する。スマホで撮影した静止画や動画から専用アプリでプリント、フィルターを掛けることが出来る。専用アプリには映像からベストショットを切り出してプリントする「Video Print」、プリント前にクイズを出し、正解がプリントされるまで分からない相性診断「Match Test」、最大5人で一つの画像を作る「Party Print」を搭載した。専用アプリ使用中はプリンタ本体を傾けたり振ったりすることで、ズームイン/アウトや撮影、再プリントが指示できる。「FUJIFILM Camera Remote」と併用することで、一部のXシリーズ及びGFXシリーズで撮影した画像もプリント可能。

#### その他
- FinePix PR21「プリンカム」

富士フイルム製デジタルカメラ「FinePix」シリーズの1つ。230万画素デジタルカメラとプリンタを同一筐体に収めた商品である。
各モデルにそれぞれ専用ケースや、アルバム等の設定がある。

## フィルム
ワイドフィルムを使用するinstax wide及びスクエアフィルムを使用するinstax SQUARE以外、チェキを冠するカメラは全て、チェキフィルムと俗称される印画紙のinstax miniを用いる。発売元の富士フイルムではこれを「インスタントフィルム」と称する。
薬剤が封入されている都合上、フィルムの縁にはフレーム枠が必要である。そのスペースを逆手に取り、ディズニー等の人気キャラクターがあらかじめ印刷された商品などもある。
チェキフィルムの名刺サイズは、市販の名刺フォルダがアルバム代わりに利用できる事がメリットになっている。デジタルカメラへ移行して従来のフィルム等の流通が大幅に減少する中、チェキ用インスタントフィルムは例外的に豊富に流通している商品のひとつで、富士フイルム専売店や家電量販店での販売をはじめ、大手ホームセンター等でも扱いがある。
最初に使用する際には遮光板が排出されるようになっており、どの機種でもフィルムを全て使い終わるまでフィルムパックを取り出してはいけない。取り出すと、一番上の1枚が感光してしまう。1パックは前述の遮光板を除いて10枚入りである。
ポラロイドでは灰色だった撮影直後のフィルム画面は、instaxでは純白である。撮影後数十秒から画像が現れ始め、数分で鮮明となる。
ポラロイドではフィルムの像の現れる面に露光するため、そのままでは鏡像になるところをミラーを用いて像を反転させるため、カメラが大きくなる。一方instaxでは、像の現れる面の裏面に露光するため、ミラーが不要となっている。

### Piviフィルム
一般に、インスタントフィルムのようなリバーサルフィルムではプロセス中にネガポジ反転が必要であり、チェキなど通常のinstaxインスタントフィルムでは「オートポジ乳剤」他でこれを実現している。対して、Piviではプリンタ専用として、ネガポジ反転とその他のインスタントプロセスに最適化した画像処理をプリンタ側で行う前提で、フィルムがinstax系として類似したシステムではあるがネガフィルムの「インスタックスデジタルフィルム」となっている。判型は同じだが、Piviのフィルムは相互どちら向きにも流用はできない。
Piviは迅速化とフィルムの厚みの半減が実現されている。Piviのフィルムとチェキ、チェキフィルムをPivi、それぞれで用いるとネガ像を得る。厚みの違いがあるためトラブルの可能性がある。

## ユーザー層
1990年代のプリクラブームとの相乗効果もあり、当時の日本のインスタントカメラ市場は、写真をコミュニケーションツールとして活用する女子高生といったあらたなユーザー層を獲得したことで、大きく拡大していた。その中でもチェキは本体の重量は従来品より軽く、フィルムを小型化したことでの従来品の価格の約3分の1に抑えて、人気を博すことになった。プロモーションを女子高生など若い女性へ向けて行ったことの効果もあって、1999年7月下旬までには30万台を出荷した。その後も、より低価格、高機能の新機種を投入したことで、2002年までには販売台数100万台を達成しており、中国など日本国外での販売も行われるようになった。
その後、デジタルカメラの普及に伴い、チェキの人気は下火となり、2004年から2006年の年間販売台数は10万台から12万台と大きく落ち込むことになる。
韓国のテレビドラマのシーンでチェキが使用され、中国の歌手のミュージックビデオでチェキが印象的に使用されたことをきっかけに、2007年に韓国で、2008年には中国でチェキの販売台数が微増してゆく。韓国、中国での購買層の中心が10代から20代の女性であったため、販路を写真店から雑貨店やコスメティックショップなどに拡大し、「かわいい雑貨」としてのプロモーションを強化したことで、2010年の韓国、中国での販売台数は前年比2倍となった。2012年頃には売上の9割超が日本国外になり、2012年3月期には全体販売台数が127万台と2002年の販売台数を上回ることになる。特に、韓国や中国などにおいてブームになっており、多数のキャラクター商品やその関連商品が発売されており、フィルム生産が追いつかなくなった。
日本国内でも、海外から逆輸入的に再評価される形となり、2012年には辰巳出版から「チェキ it!」と題した専門ムック書籍の発売も行われ、当時の人気アイドルももいろクローバーZによる作例なども紹介された。こういった動きもあってか2013年の国内販売比率が前年比2.5倍に伸び、男性向けにクラシックデザインモデルを新発売するなど、静かなブームとなっている。
雑誌に掲載されたグラビアアイドルをインスタントカメラで撮影し直筆サインを入れた写真を雑誌の懸賞賞品とすることや、ライブアイドルのライブ終了後にインスタントカメラを使ってアイドルとのツーショットを撮影できるチケットを販売することが多く行われているが、この写真・チケット・撮影会（特典会）が俗に「チェキ」「チェキ撮影」「チェキ券」「チェキ会」と呼ばれている。チェキ券はタオル等のグッズ販売に比べ制作費がほとんどかからず1回のチェキ会で複数の写真を撮影するファンも多く、運営側にとっては大きな収入源となっている。
グラビアアイドルの特典としては2000年には確認でき、アイドルライブでのチェキ券販売は2009年には定番化を見せている。